# Коджови, Амилкар
Амилька́р Адула́й Джа́у Коджо́ви (исп. Amilcar Adulai Djau Codjovi; род. 22 февраля 2002, Сарагоса, Арагон) — испанский футболист, полузащитник клуба «Зноймо».

## Клубная карьера
Воспитанник клуба «Моркам». За первую команду клуба из одноимённого города так и не дебютировал, но по 1 раз попадал в заявку на поединки Второй лиги и Трофея футбольной лиги.
После длительного просмотра, в начале января 2021 подписал контракт с «Ворсклой», где сначала выступал за юношескую и молодёжную команду клуба. На профессиональном уровне дебютировал за полтавский клуб 2 октября 2021 в победном (3:0) домашнем поединке 10-го тура Премьер-лиги Украины против петровского «Ингульца». Амилкар вышел на поле на 89-й минуте, заменив Оливье Тилля.